# Poecilia nicholsi
Poecilia nicholsi es un pez de la familia de los pecílidos en el orden de los ciprinodontiformes.

## Hábitat
El hábitat de esta especie es de agua dulce.

## Distribución geográfica
Se encuentran en Centroamérica.